# بورفيريو لوبو سوسا
بورفيريو لوبو سوسا (بالإسبانية: Porfirio Lobo Sosa)‏ (ولد عام 22 ديسمبر 1947) المعروف باسم بيبي لوبو، هو سياسي هندوري ومالك أراضي زراعية، شغل منصب رئيس هندوراس من عام 2010 إلى 2014. عضو الحزب الوطني المحافظ ونائب سابق في المجلس الوطني الهندوري منذ عام 1990، وكان رئيس المجلس ما بين 2002 و2006. جاء في المرتبة الثانية بعد مانويل زيلايا فحاز 46٪ من الاصوات في الانتخابات العامة عام 2005. بعد خلع الجيش زيلايا في انقلاب، انتخب الرئيس لوبو في الانتخابات الرئاسية لعام 2009 وتولى مهام منصبه في 27 يناير 2010.

## روابط خارجية
- بورفيريو لوبو سوسا على موقع الموسوعة البريطانية (الإنجليزية)
- بورفيريو لوبو سوسا على موقع مونزينجر (الألمانية)